# Achva (politická strana)
Achva (hebrejsky: אחווה; Bratrství) byla izraelská politická strana existující v letech 1980–1981.

## Okolnosti vzniku a ideologie strany
Strana vznikla jako vedlejší produkt rozpadu poslaneckého klubu strany Daš. Tato formace byla ve volbách roku 1977 třetí nejúspěšnější, ale v roce 1978 se roztrhla na tři nové politické strany: Tnu'a Demokratit (Demokratické hnutí), Šinuj a Ja'ad. Proces štěpení ale pokračoval dál a tehdy vznikla strana Achva. 8. července 1980 totiž z Tnu'a Demokratit odešli dva poslanci Šafik As'ad a Šlomo Elijahu a ustavili vlastní frakci nazvanou Achva. 17. září 1980 z Tnu'a Demokratit do strany Achva přišel i další poslanec Akiva Nof.
Ani Achva se ale nevyhnula dalšímu štěpení. Akiva Nof 28. ledna 1981 odešel do poslaneckého klubu strany Likud. Šafik As'ad přešel 15. července 1981 do strany Telem. Na konci funkčního období Knesetu tak ve frakci Achva zůstával pouze jediný poslanec Šlomo Elijahu. Ve volbách roku 1981 strana nekandidovala a pak přestala fungovat.